# 赵庆杰
赵庆杰（？—？），男，中国水泥专家，曾任启新洋灰公司和江南水泥公司厂长、总工程师，第二、三、四届全国政协委员。